# Saint-Marcel, Savoie
Saint-Marcel är en kommun i departementet Savoie i regionen Auvergne-Rhône-Alpes i sydöstra Frankrike. Kommunen ligger i kantonen Moûtiers som tillhör arrondissementet Albertville. År 2022 hade Saint-Marcel 615 invånare.

## Befolkningsutveckling
Antalet invånare i kommunen Saint-Marcel
| Referens: INSEE |